# Волков, Иван Фёдорович
Иван Фёдорович Волков (1748—1822) — генерал-майор русской армии, командир Воронежского гусарского полка.

## Биография
Происходил из дворян Симбирской губернии, в 6-ю часть родословной книги, которой внесён вместе с семейством. Его отец — действительный статский советник Фёдор Евтифеевич Волков.
Участник войны против Турции (1768—1774) и Польских конфедератов (1769—1772), русско-турецкой войны (1787—1791), против Польши в 1792 и 1794 г.
С 1789 по 1796 годы — командир Воронежского гусарского полка.
Особо отличился при штурме крепости Измаил 11 декабря 1790 года — во время штурма

«открыл заваленные Бендерские ворота и, исправив испорченный мост, въехал с тремя эскадронами в оные; неприятеля стремительно атаковав, поразив и разогнав, принудил сдаться и взял до 800 человек в плен, а к сохранению греческого и армянского монастырей, где также до 500 душ было, учредил караулы, за что по команде рекомендован и за ту его отличную храбрость прошлого 1791-го года марта в 25-й день высочайше пожалована богатая сабля с надписью».

Произведён в генерал-майоры 27 января 1797 года.
По выходе в отставку в 1801 году — жил сначала в Санкт-Петербурге, а затем в имении Волково в Тираспольском уезде Херсонской губернии.
В 1803 г. по его ходатайству роду Волковых пожалован герб, внесенный в 7-ю часть Гербовника дворянских родов Российской империи.

### Семья
Был женат на Устинье Романовской.

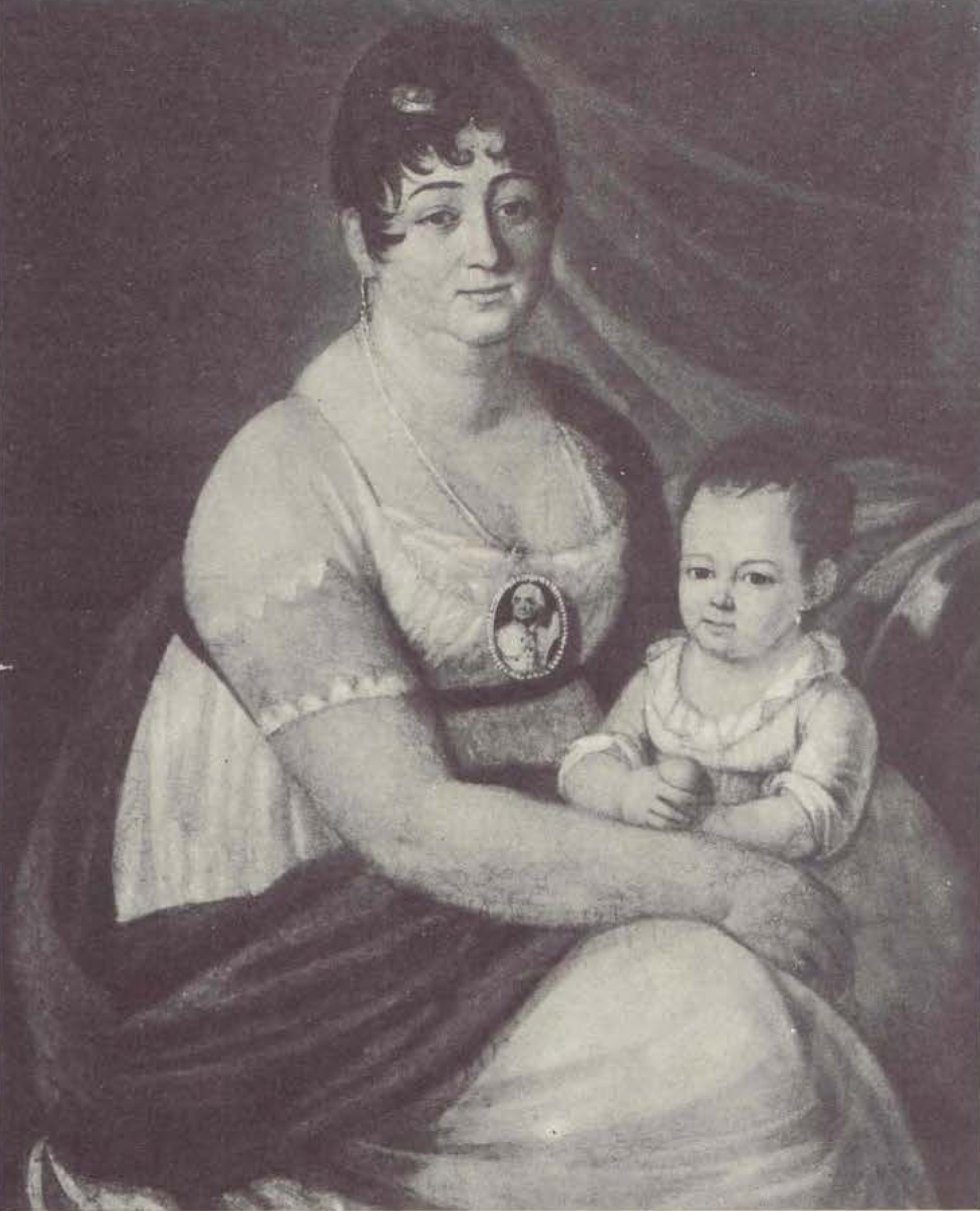
Павел Иванович Ремезов (1780—1833). Портрет Устиньи Васильевны Волковой с дочерью Ольгой.

Имел трех детей: сына — Волкова, Михаила Ивановича (поручика, внесённого с семейством в 6-ю часть Дворянской родословной книги Херсонской губернии) и двух дочерей Анну и Ольгу.

## Награды
- Кавалер орденов Св. Владимира 3 степени, и Св. Георгия 4 степени.
- Имел две золотые сабли за храбрость — за сражение при Мачине и за штурм Измаила.